# Dasystole
Dasystole is een geslacht van vlinders van de familie spanners (Geometridae), uit de onderfamilie Ennominae.

## Soorten
- D. albisecta Warren, 1904
- D. colopholeuca Prout, 1910
- D. galbanata Dognin, 1893
- D. lenosa Dognin, 1894
- D. munita Dognin, 1900
- D. pinnata Bastelberger, 1908
- D. poolei Herbulot, 1979
- D. thoracica Walker, 1857
- D. triloba Herbulot, 1979